# 班乃信
班乃信，CBE（Geoffrey Thomas Barnes，1932年8月18日—2010年2月11日），英國殖民地官員，1956年至1963年在英屬沙勞越政府供職，1963年沙勞越獨立後，繼續留在政府至1968年。班乃信在1970年4月加入香港政府，先後於1977年任副保安司、1981年任副社會事務司、以及在1983年任副衛生福利司。
班乃信在1985年至1988年間出任第四任總督特派廉政專員，任內見證商界貪污情況惡化，曾調查過海外信託銀行事件和佳寧詐騙案等案。他後來在1988年至1990年任保安司兼立法局官守議員，著手解決越南船民等問題，並落實「有秩序遣返政策」等措施，不過遣返成效有限。

## 生平

### 早年生涯
班乃信在1932年8月18日生於英屬馬來亞的馬六甲，父母分別是托馬斯·亞瑟·伯恩斯（Thomas Arthur Barnes）和艾瑟爾·莫德（Ethel Maud），家中有一名兄長，名肯·伯恩斯（Ken Barnes），比他年長兩歲。班乃信早年返英國就讀於肯特郡多佛爾書院，1952年考入劍橋大學聖凱瑟琳學院，1955年獲文學士學位畢業後，旋於1955年至1956年報讀劍橋大學的殖民地公務員課程（Colonial Service Course），1959年再從劍橋大學取得文學碩士學位。
至於在考入劍橋大學以前，班乃信在1951年至1952年間，曾在女皇直屬皇家西根德軍團服役，獲得陸軍少尉軍階，他後在1952年至1955年服役於本地陸軍，隸屬於皇家華威郡軍團，任職陸軍中尉。

### 殖民地生涯
完成殖民地公務員課程後，班乃信在1956年以政務官身份加入海外公務員系統，並被派往英屬沙勞越政府供職，起先在老越任職理民官，後來亦曾任木膠（Mukah）及沙勞越理民官、裁判官、以及沙勞越總督私人秘書等職。沙勞越在1963年脫離英國管治，加入馬來西亞成為其中一個州份後，班乃信繼續留在沙勞越政府供職，至1968年返回英國為止。
班乃信在1968年至1970年一度受聘於倫敦城市專業學會（City and Guilds of London），但在1970年5月加入香港政府，出任政務官。班乃信最初先後於皇家香港警務處和工商署供職，1977年出任副保安司，1980年4月晉升為首長級乙級政務官，並獲委為官守太平紳士，1981年出任副社會事務司，後來在1983年任副衛生福利司。在1981年，班乃信以署理保安司身份，首次出席立法局會議，他後來亦曾以署理衛生福利司身份間中出席立法局會議。在衛生福利科供職期間，他尤其關注香港的水質情況，任內落實海灘污染管制，撥款定期抽驗海水水質，以保障泳客健康；此外，衛生福利科亦投放更多資源清理海上垃圾，在1984年，全港一共清理8,000噸海上垃圾，比1980年的4,400噸多出近一倍。
在1984年，班乃信獲港督尤德爵士任命接替衛理欽，出任第四任總督特派廉政專員，並在1985年1月1日履新。班乃信在任期間雖然見證政府貪污情況大幅改善，但私人機構卻屢屢爆出貪污醜聞。廉署在他任內調查多宗私人企業貪污案件，其中包括有海外信託銀行事件和佳寧詐騙案等，另在1988年1月，廉署又就聯交所前主席李福兆涉嫌受賄一事，正式對李福兆提出起訴。班乃信在1988年2月28日卸任，由謝法新接任。
卸任廉政專員後，班乃信改任保安司一職，同時兼任立法局官守議員，翌年獲CBE勳銜。班乃信在保安司任內著手處理越南船民問題，並於1988年6月起實施「甄別政策」，對來自越南的政治難民和經濟移民等非難民，分別甄別為「難民」和「船民」兩大類別。後來港府又訂定了「有秩序遣返計劃」，將列作船民的偷渡者分階段遣返回越南。然而，由於偷渡香港者眾，港府在遣返船民一事遇上相當困難，加上來自不同派系的船民在「船民營」內多次發生毆鬥，令港府大感頭痛。為加快遣返船民，班乃信多次赴倫敦、越南河內、瑞士日內瓦和馬來西亞吉隆坡等地，與越南政府商討遣返協議，另外亦對船民營內各派系的越南人加以分隔，確保船民營內的保安狀況不受影響。
儘管如此，港府當時的遣返成效始終有限。直至班乃信在1990年2月卸任時，香港境內仍分別有40,000多名船民和10,000多名越南難民濟留，而國際間收容越南難民的情況亦不理想。不過，班乃信因專注船民問題，努力解答議員質詢，成為局內回答提問次數最多的官守議員，在退仕立法局時獲得表揚。

### 晚年生涯
班乃信在1990年從港府退休，返回英國定居。他晚年備受疾病困擾，2010年2月11日卒於薩里郡的皇家薩里郡醫院（Royal Surrey County Hospital），終年77歲。班乃信的喪禮在3月8日舉行於尤赫斯特（Ewhurst）的聖彼得及聖保羅教堂，遺體於當地安葬。班乃信的死訊傳至香港後，時任廉政專員湯顯明對其去世深表悲痛，他讚揚班乃信是一位「堅毅的領袖和謙謙君子」，並向其家人致以深切慰問。

## 個人生活
班乃信在1962年9月19日娶丹麥女子阿格奈泰·司各·馬德森（Agnete Scot Madsen）為妻，兩人共育有三子一女。班乃信的興趣包括游泳、散步、繪畫、攝影等等，生前是香港三軍會（United Services Recreation Club）會員。此外，班乃信亦喜歡寫作，生前的部份著作包括：
- "Punan Cemeteries in the Niah River", 1958.[1]

（〈尼亞河的普南族墳場〉，1958年。）
- "Effects of strong Government measures against tobacco in Hong Kong", Co-authored with Dr Judith Mackay, 1986.[1]

（〈香港政府大力打擊煙草業的作用〉，與麥龍詩迪醫生醫生合著，1986年。）
註：為方便讀者，以上中文書名皆由維基編輯自行翻譯，絕不是指這些著作備有中文譯本，讀者亦不應視以上譯名為中文版書名。

## 榮譽
- J.P. （官守）
- C.B.E. （1989年英女皇壽辰授勳名單[16]）

## 注腳
1. 1 2 3 4 5 6 7 8  Who's who in Australasia and the Far East, International Biographical Centre, 1989.
2. ↑  Who's Who, London: A & C Black, 2008.
3. 1 2 3 4  Who's who in Australasia and the Far East, International Biographical Centre, 1989.
4. ↑  E. Benn, Directory of British Scientists, St. Martin's Press, 1963.
5. 1 2 3  〈十七位官員簡略〉，《工商日報》第一頁，1984年8月21日。
6. ↑  〈衛生司班乃信表示，海灘污染管制，可保泳者健康〉，《工商日報》第七頁，1983年4月28日。
7. ↑  〈衛生福利司班乃信稱，清理海上垃圾，去年逾八千噸〉，《工商日報》第七頁，1984年1月12日。
8. ↑  〈私人機構被揭貪污，數字連續四年遞增〉，《大公報》第二張第七版，1985年3月28日。
9. 1 2  〈前廉政專員班乃信病逝〉，《明報》，2010年3月9日。
10. ↑  〈有秩序遣返船民費用，港若拒付會有壞後果〉，《大公報》第七版，1990年1月17日。
11. 1 2  〈今春抵港船民人數，少去年同期四成半〉，《華僑日報》第四頁，1990年2月23日。
12. ↑  〈越代表作赴英，班乃信今啟程，談滯港難民問題〉，《華僑日報》第一頁，1988年10月18日。
13. ↑  〈班乃信再強調，保安措施足夠〉，《華僑日報》第四頁，1990年2月15日。
14. ↑  《立法局會議過程正式紀錄》，香港：立法局，1990年2月21日。
15. 1 2  "Geoffrey Thomas Barnes", Surrey Advertiser, 26 February 2010.
16. ↑  "Issue 51772 （页面存档备份，存于）", London Gazette, 17 June 1989, p.16.

### 英文資料
- E. Benn, Directory of British Scientists, St. Martin's Press, 1963.
- Kevin Sinclair, Who's who in Hong Kong, 1979.
- Who's who in Australasia and the Far East, International Biographical Centre, 1989.
- Who's Who, London: A & C Black, 2008.
- "Geoffrey Thomas Barnes", Surrey Advertiser, 26 February 2010.

### 中文資料
- 〈衛生司班乃信表示，海灘污染管制，可保泳者健康〉，《工商日報》第七頁，1983年4月28日。
- 〈衛生福利司班乃信稱，清理海上垃圾，去年逾八千噸〉，《工商日報》第七頁，1984年1月12日。
- 〈十七位官員簡略〉，《工商日報》第一頁，1984年8月21日。
- 〈私人機構被揭貪污，數字連續四年遞增〉，《大公報》第二張第七版，1985年3月28日。
- 〈越代表作赴英，班乃信今啟程，談滯港難民問題〉，《華僑日報》第一頁，1988年10月18日。
- 〈有秩序遣返船民費用，港若拒付會有壞後果〉，《大公報》第七版，1990年1月17日。
- 〈班乃信再強調，保安措施足夠〉，《華僑日報》第四頁，1990年2月15日。
- 《立法局會議過程正式紀錄》，香港：立法局，1990年2月21日。
- 〈今春抵港船民人數，少去年同期四成半〉，《華僑日報》第四頁，1990年2月23日。
- 〈前廉政專員班乃信病逝〉，《明報》，2010年3月9日。網上版本[永久]

## 外部連結
- 立法局惜別辭 （页面存档备份，存于），1990年2月21日
- 前廉政專員班乃信病逝[永久]，2010年3月9日
- 歷任廉政專員 （页面存档备份，存于）
- EULOGY: Geoffrey Thomas Barnes （页面存档备份，存于）, 9 March 2010

| 官衔          | 官衔                                     | 官衔          |
| ------------- | ---------------------------------------- | ------------- |
| 前任： 衛理欽 | 第4任廉政專員 1985年1月1日-1988年2月28日 | 繼任： 謝法新 |
| 前任： 謝法新 | 保安司 1988年2月-1990年2月               | 繼任： 區士培 |